# Can Trabal (Cornellà de Llobregat)
Can Trabal és una obra del municipi de Cornellà de Llobregat (Baix Llobregat) inclosa en l'Inventari del Patrimoni Arquitectònic de Catalunya.

## Descripció
Es tracta d'una masia de tres cossos de tipus basilical, dins la tipologia II-2 de l'esquema de Danés i Torras. Els seus material són senzills: maó arrebossat, pedra ben escairada a les obertures i a les cantonades i teula àrab a la teulada.
Les seves formes i volums són tradicionals i populars, destacant els valors de simetria centrats en l'eix vertical de tres pisos del cos central, més alt que les ales laterals, i en el balcó de la planta noble. Les pedres dels muntants de les finestres estan disposades alternant la verticalitat i l'horitzontalitat, dins una mobilitat de superfícies típica d'època barroca.

## Història
La "Gran Geografia Comarcal de Catalunya" la situa amb anterioritat al segle xviii.